# The Banker
The Banker — английский ежемесячный специализированный журнал, посвященный международным финансам. Издательством владеет компания The Financial Times Ltd. Выпускается в Лондоне.
Впервые журнал увидел свет в январе 1926 года, основателем и первым редактором был Брэндан Брэкен, который стал председателем правления Файнэншнл Таймс (1945—1958 гг.).
С момента своего образования журнал претендовал на освещение множества международных событий. Журнал рассказывал о производстве программного обеспечения, новых технологических открытиях и инновациях, публиковал отчёты по странам, банковские рейтинги и комментарии экспертов, обзоры рынков и оценки регионального промышленного развития.
В конечном итоге «The Banker» стал специализированным финансовым журналом, к изданию стали прислушиваться банкиры, финансисты, руководители и менеджеры корпораций, а также министры финансов во всем мире.
Издание заявляло, что около 60 % читателей были представителями CEO от своих организаций.

## Особенности
Журнал ежегодно присуждает награды The Banker Awards, предназначенные для лучших финансовых институтов в мире. Согласно официальному сайту журнала, на церемонии награждения Banker Awards в 2007 году более 143 стран было отмечено за достижения в сфере финансов. На церемонии присутствовали представители более 100 стран.

Ежегодно в июле публикуется Топ 1000 мировых банков Архивная копия от 15 декабря 2007 на Wayback Machine, который представляет собой своеобразный рейтинг крупнейших в мире финансовых институтов. Журнал претендует на то, чтобы данный рейтинг «стал мировым общепризнанным индексом глобальных банковских институтов».

## Редакторы
В настоящее время редакторами журнала ‘’The Banker’’ являются:
- Стивен Таймуэлл (англ. Stephen Timewell), шеф-редактор
- Брайан Каплен (англ. Brian Caplen), редактор
- Карина Робинсон (англ. Karina Robinson), заместитель редактора
- Жеральдин Ламбэ (англ. Geraldine Lambe), редактор раздела «Инвестирование: Банки и Рынки капитала»
- Сильвия Павони (англ. Silvia Pavoni), редактор специальных проектов